# Выход Великобритании из Европейского союза

Карта Европейского союза:
территория Великобритании выделена оранжевым цветом

Выход Великобритании из Европейского союза, сокращённо бре́ксит (англ. Brexit: от Britain (Британия) + exit (выход); /ˈbrɛksɪt, ˈbrɛɡzɪt/) — прекращение членства Великобритании в Европейском союзе и связанная с ним процедура.
Основанием для выхода стал результат консультативного референдума 23 июня 2016 года, когда 51,9 % проголосовавших поддержали выход Великобритании из Европейского союза.
29 марта 2017 года правительство Великобритании инициировало процедуру выхода в соответствии со статьёй 50 Договора о Европейском союзе; первоначально планировалось, что Великобритания покинет Европейский союз через два года, 29 марта 2019 года в 23:00 по Гринвичу. Но, в результате жёстких разногласий как между ведущими партиями в парламенте, так и внутри самого правительства Великобритании, дата выхода неоднократно сдвигалась — парламент отклонял предлагаемые планы выхода и обязывал правительство просить ЕС об отсрочке; Европейский совет в свою очередь согласился продлить срок выхода до 31 октября 2019 года, но и к этому времени соглашение о брексите не было заключено.
Членство Великобритании в ЕС было прекращено 31 января в 23:00 по Гринвичу или в полночь с 31 января на 1 февраля 2020 года по центральноевропейскому времени. По соглашению с ЕС 31 января 2020 года Великобритания потеряла представительство и право голоса в органах власти ЕС, притом до конца 2020 года оставаясь частью единого экономического пространства.
В течение 11 месяцев Великобритания и ЕС вели переговоры о новых условиях торговли и сотрудничества, которые завершились 24 декабря 2020 года после достижения договорённости о проекте Соглашения о торговле и сотрудничестве, требующего ратификации с обеих сторон. Оно применялось на временной основе вплоть до 28 февраля 2021 года.

## Этимология
См. также: Glossary of Brexit terms.
Термин англ. Brexit образован от Britain (Британия) и exit (выход) по аналогии с термином «Grexit», который известен с 6 февраля 2012 года и означал гипотетический выход Греции из еврозоны.
Автор термина Brexit — писатель и глава исследовательского центра British Influence Питер Уилдинг (Peter Wilding). Первая публикация состоялась 15 мая 2012 года в блоге EURACTIV в статье «Спотыкаясь о Брексит». В декабре 2016 года термин включён в Оксфордский словарь английского языка.

## История вопроса
В 1957 году Великобритания не стала присоединяться к Римскому договору, который заложил основу Европейского экономического сообщества (ЕЭС). Впоследствии Соединённое королевство дважды, в 1963 году и в 1967 году, подавало заявку на вступление в организацию, но на оба предложения было наложено вето президентом Франции Шарлем де Голлем, якобы потому, что «ряд аспектов британской экономики, начиная с практики работы в сельском хозяйстве, делает Великобританию несовместимой с Европой».
После того как де Голль ушёл в отставку с поста президента Франции, Великобритания подала третью, успешную, заявку на членство. 1 января 1973 года Соединённое Королевство присоединилось к ЕЭС. Это было сделано во время правления консервативного правительства Эдварда Хита. На выборах в октябре 1974 года победила оппозиционная Лейбористская партия во главе с Гарольдом Вильсоном, обещавшая пересмотреть условия членства Британии в ЕЭС и провести референдум по вопросу о целесообразности участия в ЕЭС на новых условиях.
В 1975 году в Соединённом Королевстве был проведён референдум по вопросу о том, следует ли Великобритании оставаться в ЕЭС. Все основные политические партии и СМИ поддержали сохранение членства в ЕЭС. Тем не менее внутри правящей Лейбористской партии были значительные разногласия по этому вопросу. На однодневной партийной конференции 26 апреля 1975 года голоса разделились в соотношении 2:1 в пользу выхода. Поскольку кабинет министров был разделён на сильно проевропейских и сильно антиевропейских министров, Гарольд Вильсон приостановил конституционный обычай коллективной ответственности кабинета и позволил министрам проводить публичные кампании с обеих сторон. Семь из двадцати трёх членов кабинета были против членства в ЕЭС.
5 июня 1975 года избирателям было предложено ответить на вопрос: «Как вы думаете, Великобритания должна оставаться в Европейском сообществе (Общем рынке)?». Во всех округах, за исключением Шетландских островов и Внешних Гебрид, большинство выбрало ответ «да». В соответствии с итогами голосования, Соединённое Королевство осталось членом Европейского экономического сообщества:
| Голосов «Да» | % «Да» | Голосов «Нет» | % «Нет» | % проголосовавших |
| ------------ | ------ | ------------- | ------- | ----------------- |
| 17 378 581   | 67,2   | 8 470 073     | 32,8    | 64,5              |

1 ноября 1993 года в результате вступления в силу Маастрихтского договора ЕЭС было преобразовано в Европейский союз. Бывшее экономическое объединение европейских государств превратилось в политический союз, что и было отражено в новом наименовании организации.
В начале 1990-х годов была образована Партия независимости Соединённого Королевства (UKIP), политическая партия евроскептиков. В 2004 году во время выборов в Европарламент она заняла третье место, в 2009 году второе место и в 2014 году — первое, с 27,5 % от общего числа голосов, и впервые, начиная со времени всеобщих выборов 1910 года, ещё одна партия, помимо Лейбористской и Консервативной, получила самое большое количество голосов на общенациональных выборах в Европейский парламент, при этом заняв лишь одно место в парламенте Великобритании, в результате последовавших в 2015 году очередных парламентских выборов.
В 2011 году, на фоне экономического кризиса, в Великобритании усилилось недовольство пребыванием страны в Евросоюзе, что позволило Партии независимости постепенно наращивать свою популярность в Англии. Депутат-консерватор Дэвид Наттэлл поднял вопрос о референдуме по вопросу о членстве Великобритании в ЕС. Соответствующую петицию подписали более 100 тысяч граждан Великобритании. Однако 25 октября 2011 года депутаты парламента Великобритании подавляющим большинством голосов (483 из 650) проголосовали против подготовки референдума.
28 мая 2015 года правительство консерваторов Великобритании, возглавляемое Д. Камероном, внесло в парламент законопроект о референдуме по выходу государства из ЕС. Вопрос референдума в законопроекте был сформулирован следующим образом: «Должно ли Соединённое Королевство остаться членом Европейского союза?». Срок проведения референдума обозначен как «не позднее 31 декабря 2017 года». В июне 2015 года палата общин поддержала этот законопроект, и уже 10 ноября 2015 года Дэвид Камерон объявил об официальном начале кампании за изменение условий членства Великобритании в ЕС, при этом члены его партии, а также члены партии официальной (лейбористской) оппозиции в большинстве высказывались за сохранение членства страны в ЕС. 20 февраля 2016 года было объявлено, что референдум назначен на 23 июня.

## Референдум 2016 года
На консультативном референдуме 23 июня 2016 года 51,9 % проголосовавших участников референдума поддержали выход Великобритании из ЕС. В различных частях страны итоги голосования различались: так, жители Шотландии и Северной Ирландии высказались преимущественно против выхода, а представители Англии (не считая столицы) и Уэльса — за. Первая реакция мировой общественности была несколько удивлённой — результаты референдума даже привели некоторых политологов в шок, так как многие из них предсказывали противоположный исход голосования, принимая во внимание тот факт, что правящая Консервативная партия на тот момент официально выступала против выхода из ЕС, а в феврале 2016 года на специальном саммите правительству Великобритании даже удалось согласовать новые, дополнительные к уже существующим, эксклюзивные условия постоянного членства страны в ЕС.

### Последствия

#### Реакция фондовых бирж
Реакция фондовых бирж проявилась резким падением многих индексов, в частности, японский Nikkei 225 упал на 1,286 пункта, после чего, во избежание дальнейшего падения до фатальных значений, торги были закрыты.
Сразу же после оглашения результатов референдума 23 июня 2016 года о выходе Великобритании из состава ЕС британский фунт упал по отношению к доллару США с 1,5 до 1,32.

#### Реакция премьер-министра Великобритании
Премьер-министр Дэвид Кэмерон заявил, что если жители Соединённого Королевства приняли решение пойти по пути выхода из состава ЕС, то стране необходимо свежее руководство, в связи с чем, после подведения итогов голосования, Кэмерон заявил о намерении уйти в отставку.
«Их решение следует уважать. Я хотел бы поблагодарить всех, кто принял участие в кампании моей страны» — первые слова из послания Дэвида Кэмерона британской нации. 

#### Экономические последствия
В соответствии с заключённым договором с ЕС, общая сумма государственной задолженности Великобритании по взятым обязательствам за время членства в ЕС составит более 40 млрд фунтов стерлингов.
По различным оценкам экспертов, после выхода экономические последствия для Великобритании в большинстве оценивались как отрицательные, но не очень значительные. Предполагалось, что потери составят 0,17 % роста ВВП с 2018 до 2030 года, а всего до 2030 года ВВП Великобритании может потерять 2,2 % своего объёма. При этом, по мнению аналитического центра Open Europe, эти потери можно восполнить за счёт упрощения регулирования, принятого в ЕС, что позволит привлекать в страну больше прямых иностранных инвестиций. По прогнозам ОЭСР, а также Банка Англии и Казначейства, в результате выхода из ЕС экономика Великобритании может потерять 2—8 % ВВП. Первоначальное сокращение объёмов британской торговли с ЕС в первые месяцы 2021 года достигло 40 % по экспорту и 28 % по импорту товаров, в то время как сокращение торговли с другими странами мира составило 20 %. Наиболее пострадавшим сектором экономики оказалась рыболовная отрасль, где объём экспорта рыбы и морепродуктов в ЕС упал на 80 %, а также мясная отрасль — на 50 % соответственно.

#### Свобода перемещения
Самый большой спрос на гражданство стран Евросоюза, виды на жительство, а также связанные с этим вопросы возникли у британцев 23 июня сразу после объявления результатов референдума. В 16 дипломатических представительствах стран ЕС в Лондоне отметили увеличение спроса на паспорта и виды на жительство в летние месяцы. Спрос продиктован тем, что британцы хотят работать и путешествовать по ЕС как раньше, до референдума о выходе Великобритании из Евросоюза.
Число туристов в Великобритании возросло на 18 % за месяц после референдума. Исследование, проведённое среди 500 участников туристического рынка, показало, что ослабление фунта стерлингов способствовало развитию зарубежного и внутреннего туризма среди британцев. Однако директор Tourism Alliance Курт Янсон отметил, что такой рост, вероятно, будет кратковременным. В связи с этим инвесторы остаются неуверенными насчёт будущего местного турбизнеса. Янсон также отметил, что около 70 % зарубежных туристов приезжают из стран Евросоюза, поэтому для туротрасли важно сохранить возможность свободного перемещения граждан стран ЕС и Великобритании.
Великобритания намерена ужесточить пограничный режим для граждан ЕС в первый день после Brexit. Новый план находится на стадии разработки и подразумевает отказ в предоставлении неограниченного и неконтролируемого доступа гражданам ЕС, когда они приезжают сюда в поисках работы. Его планируется заменить балльной системой, которая вступит в силу 1 января 2021 года.

#### Свобода торговли
Британские покупатели оправились от шока, испытанного после брексита: в июле 2016 года показатели по розничной торговле выросли гораздо больше, чем прогнозировалось. Тёплая погода способствовала росту продаж одежды, а падение фунта стерлингов привлекло иностранных покупателей, готовых потратиться на люксовые товары, в том числе на часы и ювелирные украшения. Розничные продажи выросли на 1,4 % в июле по сравнению с июнем, тогда как прогнозировался показатель в 0,2 %. Продажи часов и ювелирных изделий показали рост в 16,6 %, это самый резкий скачок почти за два года.
Согласно материалам Института фискальных исследований Соединённого Королевства, каждая британская семья потеряет 1250 фунтов стерлингов (порядка 1474 евро) ежегодно после выхода страны из Евросоюза (Brexit). Сообщается, что в течение десятилетия после брексита в стране ожидается снижение реального дохода населения. Предполагаемый коэффициент снижения доходов составляет 3,7 %. «Все жители страны почувствуют данные изменения, однако больший ущерб будет нанесён работающему населению, в то время как пенсионеры будут более эффективно защищены от предстоящих сокращений», — заявил сотрудник института.
Из опубликованного Парламентским комитетом по «брекситу» брифинга Правительства Великобритании в январе 2018 года следует, что в результате смоделированного правительством варианта торговых отношений после выхода из ЕС, в соответствии с правилами ВТО, замедление экономического роста Великобритании в последующие 15 лет составит 7,7 % ВВП, в то время как при варианте торгового союза в рамках Единой экономической зоны ЕС — всего лишь на 1,6 %.
В июле 2020 года правительство Великобритании признало, что даже в случае заключения договора о свободной торговле цена оформления одних только таможенных деклараций (приблизительная оценка — около 215 миллионов деклараций в год) для британского бизнеса составит 7 млрд фунтов стерлингов в год, что практически в два раза превышает стоимость ежегодного национального взноса Великобритании в бюджет ЕС.
В первые месяцы после выхода из ЕС в 2021 году Великобритания столкнулась с резким падением потока экспорта и импорта из ЕС, негативно сказавшееся на многих отраслях промышленности, включая логистические цепочки, порты и рыбную отрасль.

#### Финансовые рынки
Brexit может нанести долговременный ущерб британскому финансовому сектору. Ключевой причиной этого является то, что это может вызвать опасный процесс утечки умов, который подорвёт одну из главных причин, по которой Лондон поднялся на первое место. Лондон, как и Кремниевая долина, извлекает пользу из критической массы талантов мирового класса, живущих и работающих в непосредственной близости. Нарушения, такие как неопределённость в отношении виз для иностранных сотрудников и краткосрочные перспективы потери работы, могут привести к тому, что лучшие таланты уйдут в другие места.
В соответствии с оценкой специалистов Ernst & Young, финансовые организации могут вывести из Великобритании активы на сумму около 1 триллиона долларов США, что сопоставимо примерно с 10 % всех банковских активов страны. Так, например, в первые дни 2021 года, сразу после выхода Великобритании из Европейского экономического пространства, Лондонскую биржу покинула целая группа европейских финансовых институтов, торговавшая активами на сумму почти в 6 млрд евро.

#### Правовая сфера
Хотя Закон об отмене действия договора о Европейских сообществах на всей территории Великобритании, принятый Парламентом Великобритании 15 мая 2018 года, на первых порах предусматривает полную адаптацию правовых норм и существующего на момент выхода законодательства ЕС в действующем британском законодательстве, дальнейшая судьба прямого действия, а также судебной интерпретации правовых норм ЕС в различных правовых сферах и юрисдикциях Соединённого Королевства (см., например, Английское право, Право Шотландии, заморские территории Великобритании) остаётся под вопросом. В соответствии с материалами доклада агентства Рейтер от июля 2018 года, ещё до наступления официальной даты выхода из ЕС, 35 % опрошенных специалистов британской юридической профессии подтвердили свои действия по практическому заменению британской юрисдикции Английского права, — в отношении арбитражных дел и в части регулирования контрактных обязательств при решении спорных вопросов, — на иную (в 18 % случаев — на правовую юрисдикцию стран — членов ЕС). Также, в 2021 году Еврокомиссия временно заблокировала членство Великобритании в Европейской конвенции о юрисдикции и приведении в исполнение судебных решений от 1988 года, тем самым поставив под вопрос способность большинства британских юристов продолжать вести разбирательство дел в рамках английского права по коммерческим спорам и гражданским вопросам в отношении их европейских клиентов.
В 2018 году группа парламентариев из парламентов Шотландии и Великобритании подала судебный иск против правительства Великобритании с требованием рассмотреть вопрос о возможности в одностороннем порядке отмены Великобританией процедуры выхода из ЕС в соответствии со статьёй 50 Лиссабонского договора. Данную позицию поддержал и ряд бывших британских политиков, включая Тони Блэра, а также руководство ЕС, включая председателя Европарламента Антонио Таяни. В конце ноября 2018 года, после нескольких неудачных апелляций со стороны адвокатов правительства Великобритании, Сессионный суд в Эдинбурге всё же дал ход разбирательству, что, в свою очередь, дало основание Европейскому суду в Люксембурге заслушать аргументы противников выхода Великобритании из Евросоюза, и уже 4 декабря 2018 года генеральный адвокат выразил официальное мнение суда о том, что процедура выхода из ЕС, теоретически, всё же может быть остановлена Великобританией в одностороннем порядке. 10 декабря 2018 года на своей очередной сессии Европейский суд своим официальным постановлением поддержал это мнение.

#### Отток бизнеса и организаций на континент
Британская авиакомпания easyJet первой из крупных корпораций страны решила перевести часть своего бизнеса в ЕС. Чтобы не потерять право осуществлять авиаперевозки на внутриевропейских маршрутах, в Австрии была зарегистрирована её дочерняя компания easyJet Europe.
Европейское банковское управление и Европейское агентство лекарственных средств приняли решение покинуть Лондон, где в этих агентствах задействовано около 1000 сотрудников.
В начале сентября 2018 года японская корпорация Panasonic заявила о переезде своей европейской штаб-квартиры из Лондона в Нидерланды.
Правительство Великобритании также подтвердило свои намерения покинуть Евратом и выйти из всех аспектов спутниковой навигационной программы Европейского союза Galileo.

#### Граница с Ирландией
Члены — страны ЕС единогласно одобрили стратегию по Brexit, согласно которой Брюссель во время переговоров будет добиваться прогресса в вопросе недопущения восстановления государственной границы между Ирландией и Северной Ирландией.
В ходе затянувшихся переговоров руководство ЕС, помимо прочих моментов, настаивало на детальном и эффективном решении статуса границы, при котором Северная Ирландия сохраняла бы членство в Таможенном союзе, а также доступ к единому европейскому рынку, однако Тереза Мэй заявила, что её правительство не согласится на создание новой границы внутри Соединённого Королевства, так как это будет означать потерю суверенитета над Северной Ирландией. Между тем, властями Ирландии отмечается значительный рост подачи заявлений от подданных Великобритании и Северной Ирландии на ирландское гражданство (гражданство страны — члена ЕС), связанный с предстоящим выходом Великобритании из ЕС: около 100 тысяч — за весь 2016 год и около 59 тысяч — в первом квартале 2017 года. Но уже в 2018 году это число значительно выросло, и к концу года ирландские власти отчитались о выдаче более 183 тыс. новых ирландских паспортов только по заявлениям, поступившим с территории Великобритании (включая заявления из Северной Ирландии).
Решение вопроса о границе Великобритании с Республикой Ирландия, входившей в состав ЕС, намечалось на октябрь 2018 года, однако и в 2019 году вопрос всё ещё оставался открытым.

## Ход реализации решения референдума

### 2016 год
Первыми результатами референдума стала отставка Дэвида Кэмерона с поста лидера правящей партии и премьер-министра Великобритании, а также отставка британского еврокомиссара барона Хилла 25 июня 2016 года. Вечером во вторник 28 июня в рамках саммита Европейского совета в Брюсселе состоялся символический спуск флага Великобритании перед зданием Европейской комиссии.
11 июля в результате всеобщих выборов на пост лидера Консервативной партии победу одержала кандидат от консерваторов, действовавшая на тот момент министр внутренних дел Тереза Мэй, которая уже утром 13 июля приступила к формированию нового правительства «меньшинства», поддерживаемого малочисленной группой депутатов от Демократической юнионистской партии Северной Ирландии. Ею сразу же были созданы два особых министерства — по выходу из ЕС (во главе с давним оппонентом Кэмерона Д. Дэвисом) и международной торговли (под руководством уроженца Шотландии, бывшего министра обороны Соединённого королевства Л. Фокса). Министром иностранных дел неожиданно для многих стал главный сторонник Брексита в рядах партии Борис Джонсон. Консерваторы планировали завершить процедуру практической реализации итогов референдума 23 июня 2016 года в течение нескольких лет.
Рассматривая судебный иск, поданный общественными активистами, 3 ноября 2016 года Высокий суд Лондона постановил, что правительство Великобритании не может начинать процедуру выхода страны из Евросоюза без одобрения парламента Великобритании. Правительство Великобритании подало апелляцию в Верховный суд Великобритании, рассмотрение которой началось 5 декабря 2016 года. Верховный суд Великобритании также привлёк к рассмотрению представления лорда-генерального судью Шотландии, юридических представителей правительства Уэльса, одну из профсоюзных организаций (IWGB) и ещё одного частного независимого истца, — их обобщённая аргументация сводилась к тому, что действия Правительства Великобритании по уведомлению Евросовета о выходе страны из ЕС повлекут за собой неизбежные нарушения уже существующих прав и свобод частных и юридических лиц — резидентов Шотландии (и Уэльса). По решению суда, вынесенному 24 января 2017 года, 8 из 11 судей признали, что правительство не имеет права инициировать выход уведомлением в соответствии со статьёй 50 Лиссабонского договора без предварительного решения парламента.

### 2017 год
Уже 1 февраля 2017 года депутаты парламента Великобритании в первом чтении проголосовали за законопроект о выходе из ЕС 498 голосами против 114, а 2 февраля Правительство опубликовало постфактум т. н. «белую книгу» (окончательный вариант программы правительства) по выходу из ЕС. Позже законопроект об инициировании статьи 50 был одобрен обеими палатами британского парламента и 16 марта 2017 года подписан королевой Елизаветой II.
29 марта 2017 года премьер-министр Великобритании Тереза Мэй подписала письмо на имя главы Евросовета Дональда Туска с уведомлением властей Европейского союза о начале процедуры выхода Великобритании из ЕС. Ожидалось, что переговоры о выходе Великобритании из Европейского союза продлятся около двух лет и, таким образом, страна может покинуть политический союз в марте 2019 года.
В сентябре 2017 года Парламент Великобритании принял во втором чтении «Билль об отмене» — законопроект, который предусматривает формальную отмену применения Лиссабонского договора, а также норм права ЕС с одновременным их переносом в британское национальное законодательство. Таким образом, законопроект предполагал, что нормы права ЕС сохранят своё действие на территории Великобритании, но уже в качестве британских законов. Билль подвергся сильной критике со стороны конституционного комитета Палаты лордов, который в своём отчёте, опубликованном 7 сентября 2017 года, заявил, что данный билль имеет целый ряд грубых изъянов и неточностей, которые противоречат как букве закона, так и принципу разделения верховной и территориальных властей в Великобритании.

### 2018 год

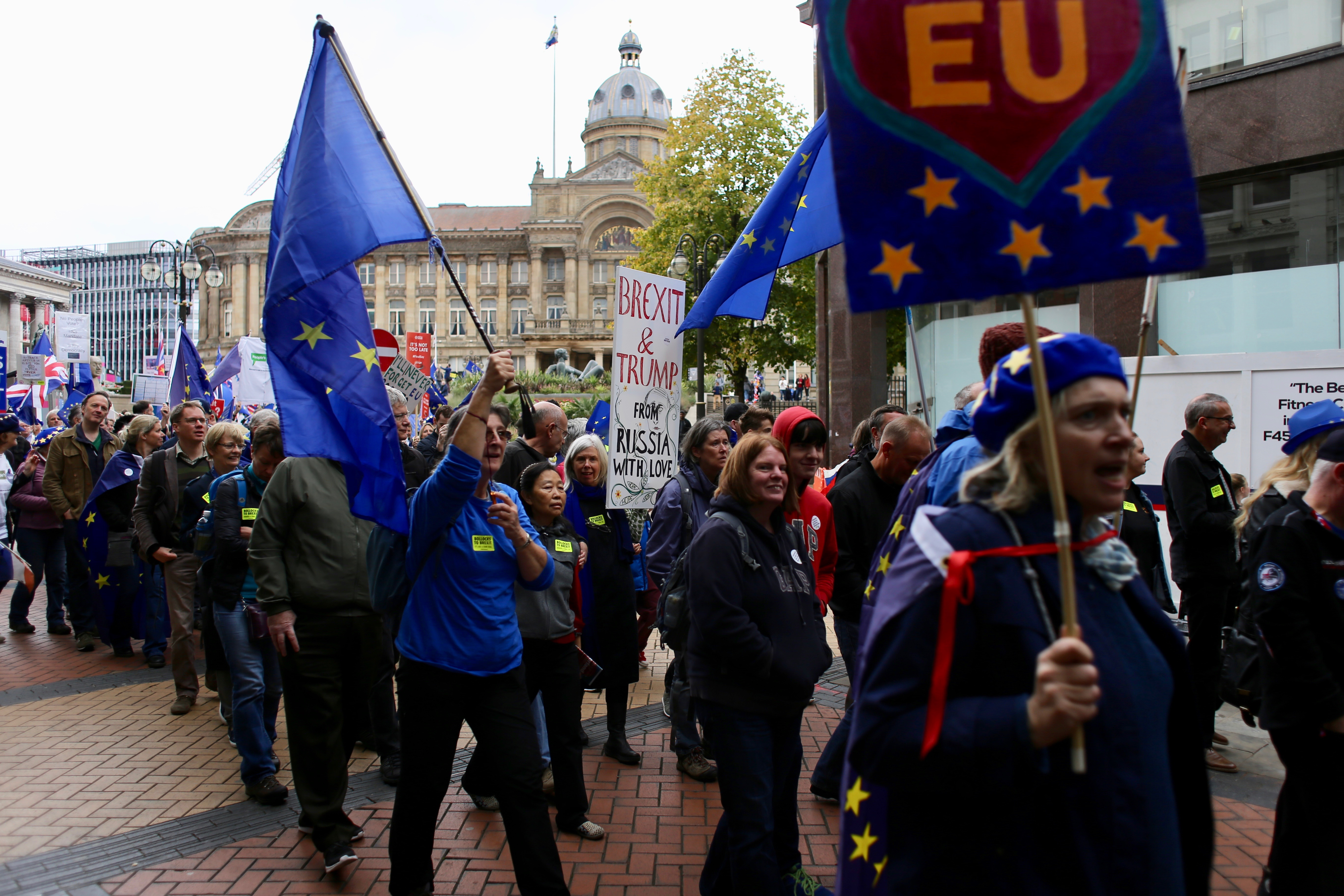
Демонстрация против Brexit в Бирмингеме, сентябрь 2018 года

15 мая 2018 года, впервые за 20 лет своего существования в рамках процесса деволюции, парламент Шотландии большинством голосов (93 против 30) проголосовал за отказ одобрить законопроект правительства Великобритании о «брекзите», таким образом создав беспрецедентную ситуацию, когда парламент Великобритании сможет принять основополагающий закон против непосредственной законодательной воли парламента Шотландии.
27 июня 2018 года, несмотря на бурные дебаты в обеих палатах парламента в предшествующие дни, билль об отмене законов ЕС был принят большинством голосов Палаты общин и, после подписания Елизаветой II, стал законом.
10 декабря 2018 года Европейский суд постановил, что Великобритания имеет право в одностороннем порядке отозвать уведомление по статье 50 Лиссабонского договора, то есть отменить процедуру Brexit.

### 2019 год

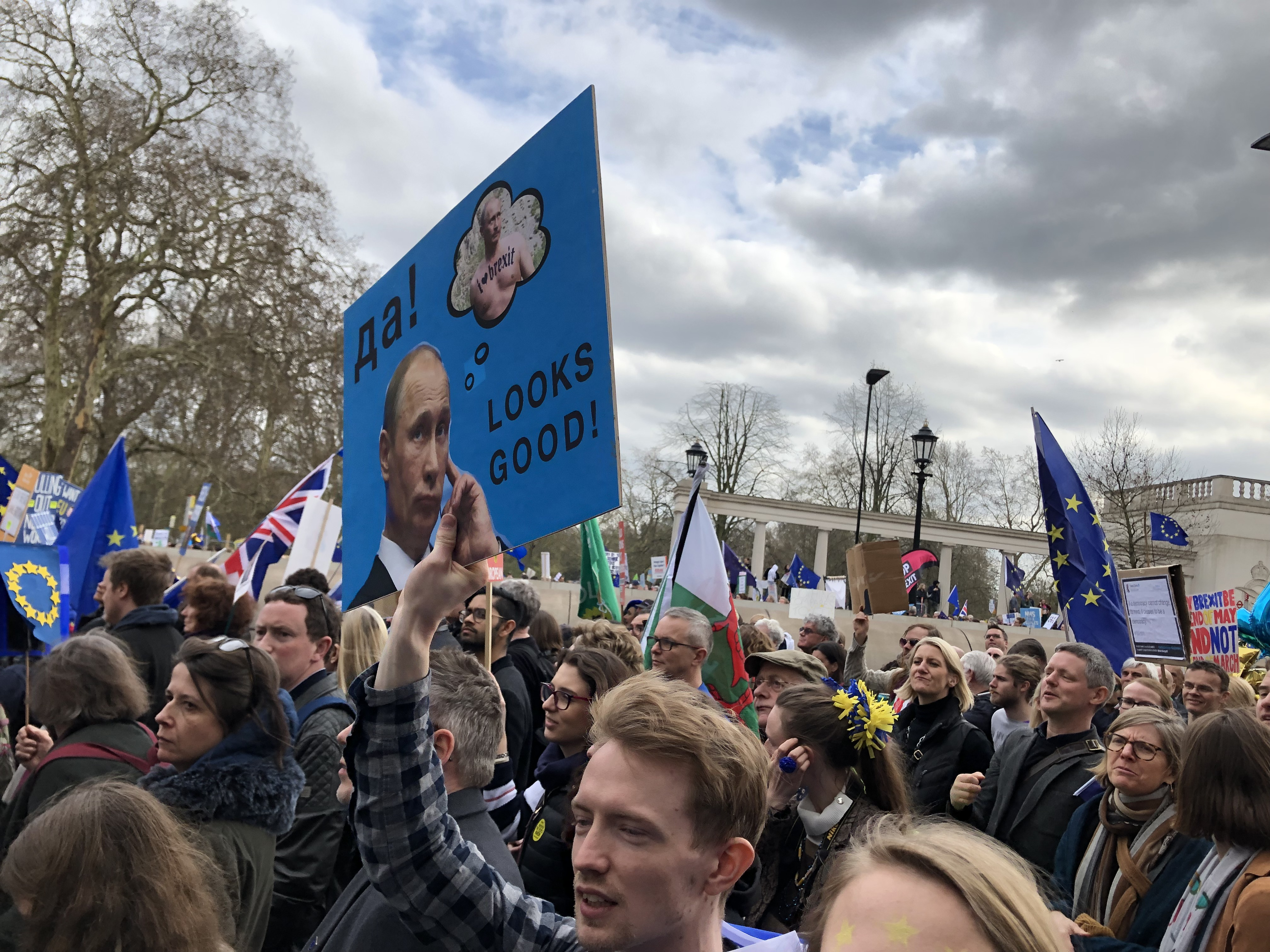
Протест в Брайтоне в марте 2019 года

15 января 2019 года премьер-министр Тереза Мэй потерпела поражение в парламенте, на котором депутаты отвергли её соглашение о выходе Великобритании из ЕС.
12 марта 2019 года парламент Великобритании повторно отверг проект соглашения о выходе из ЕС, получив при этом законодательную техническую отсрочку по дате выхода из ЕС до 12 апреля или 22 мая 2019 года.
23 марта в Лондоне прошёл многотысячный марш с требованием к правительству Терезы Мэй отменить Brexit. Одновременно с этим парламентская онлайн-петиция, требующая отмены действия статьи 50 Лиссабонского договора о выходе из ЕС, в рекордные сроки набрала более 5 млн голосов избирателей по всей Великобритании.
29 марта Палата общин в третий раз отклонила проект соглашения по выходу из Евросоюза.
8 апреля 2019 года парламент Великобритании в кратчайшие сроки принял закон, в соответствии с которым правительство обязано согласовать с ЕС отсрочку на период, утверждаемый парламентом страны, чтобы избежать выхода из Евросоюза без соглашения.
В телеобращении 7 апреля 2019 года Тереза Мэй утверждала:
«Таким образом, мы стоим перед выбором: либо выйти из Европейского союза по соглашению, либо не выходить вообще».

#### Отсрочка выхода из ЕС
После принятия парламентом Великобритании 8 апреля 2019 года очередной поправки к Закону о выходе из ЕС (№ 5), законодательным образом окончательно предотвратившей вариант выхода страны из ЕС без соглашения, правительство Т. Мэй возобновило переговоры с главами государств — членов ЕС по вопросу согласования периода отсрочки выхода страны из ЕС. При этом члены переговорной группы Еврокомиссии указали на возможность лишь длительной отсрочки процесса выхода (вплоть до марта 2020 года), хотя изначально премьер-министр Великобритании в своём письме предложила дату 30 июня 2019 года.
На экстренном саммите в Брюсселе 10 апреля 2019 года главы государств ЕС решили предоставить Великобритании ещё одну отсрочку, на этот раз до 31 октября 2019 года, однако, в случае отказа от проведения выборов в Европарламент, которые состоялись в конце мая 2019 года, Великобритания должна была бы покинуть Евросоюз ещё раньше, то есть 1 июня 2019 года.
24 июля 2019 года в должность премьер-министра Великобритании вступил Борис Джонсон. Он выразил желание 31 октября 2019 года при любых обстоятельствах вывести Великобританию из ЕС, даже если для этого придётся резко разорвать связи с Евросоюзом.
28 августа 2019 года правительство Великобритании обратилось к королеве с просьбой приостановить работу парламента до 14 октября. В качестве предлога для этого премьер-министр Борис Джонсон использовал процедуру подготовки и обнародования новой программы правительства. Королева одобрила приостановку работы парламента. Этот шаг премьер-министра возмутил его оппонентов по вопросу о «брексите», которые составляли большинство в Палате общин. Они заявляли, что он лишает их возможности полноценно участвовать в процессе «брексита», и называли поведение Джонсона антиконституционным.
9 сентября 2019 года парламент Великобритании принял закон, который в обязательном порядке откладывает выход страны из ЕС на 3 месяца (до 31 января 2020 года) в случае, если до 31 октября не будет подписано соглашение с ЕС.
11 сентября 2019 года апелляционная коллегия Сессионного суда в Шотландии приняла решение о том, что приостановка работы парламента была незаконной. Истцами в этом процессе выступали более 70 членов обеих палат парламента. В тот же день, 11 сентября, Высокий суд Лондона решил, что вопрос о приостановке работы парламента является чисто политическим и не должен рассматриваться в суде. Иск в этот суд подала предпринимательница и активистка Джина Миллер, а позже к ней присоединился бывший премьер-министр Джон Мейджор. Апелляции на решения по обоим делам рассматривал Верховный суд Великобритании, который 24 сентября 2019 года единогласно решил, что приостановка работы парламента была незаконной.
Сторонам всё же удалось достичь компромисса по новому соглашению о выходе ещё до очередного саммита Евросоюза, который прошёл 17 октября 2019 года.
28 октября 2019 года Совет Европейского союза согласился отложить выход Великобритании из союза ещё на три месяца, до 31 января 2020 года. Просьбу об отсрочке Борис Джонсон отправил против своей воли, повинуясь закону, который оппозиционное большинство парламента приняло в начале сентября.
На парламентских выборах, прошедших 12 декабря 2019 года, выступающие за выход Великобритании из ЕС консерваторы получили большинство мест.
После этого 19 декабря 2019 года Палата общин большинством голосов приняла во втором чтении Закон о выходе из Евросоюза, который гарантировал, что Великобритания выйдет из ЕС 31 января 2020 года. По соглашению с ЕС 31 января 2020 года Великобритания должна была потерять представительство и право голоса в органах власти ЕС, но при этом она останется частью единого экономического пространства вплоть до конца 2020 года. В течение этих 11 месяцев Великобритания и ЕС должны были договориться о новых условиях торговли и сотрудничества.

### 2020 год

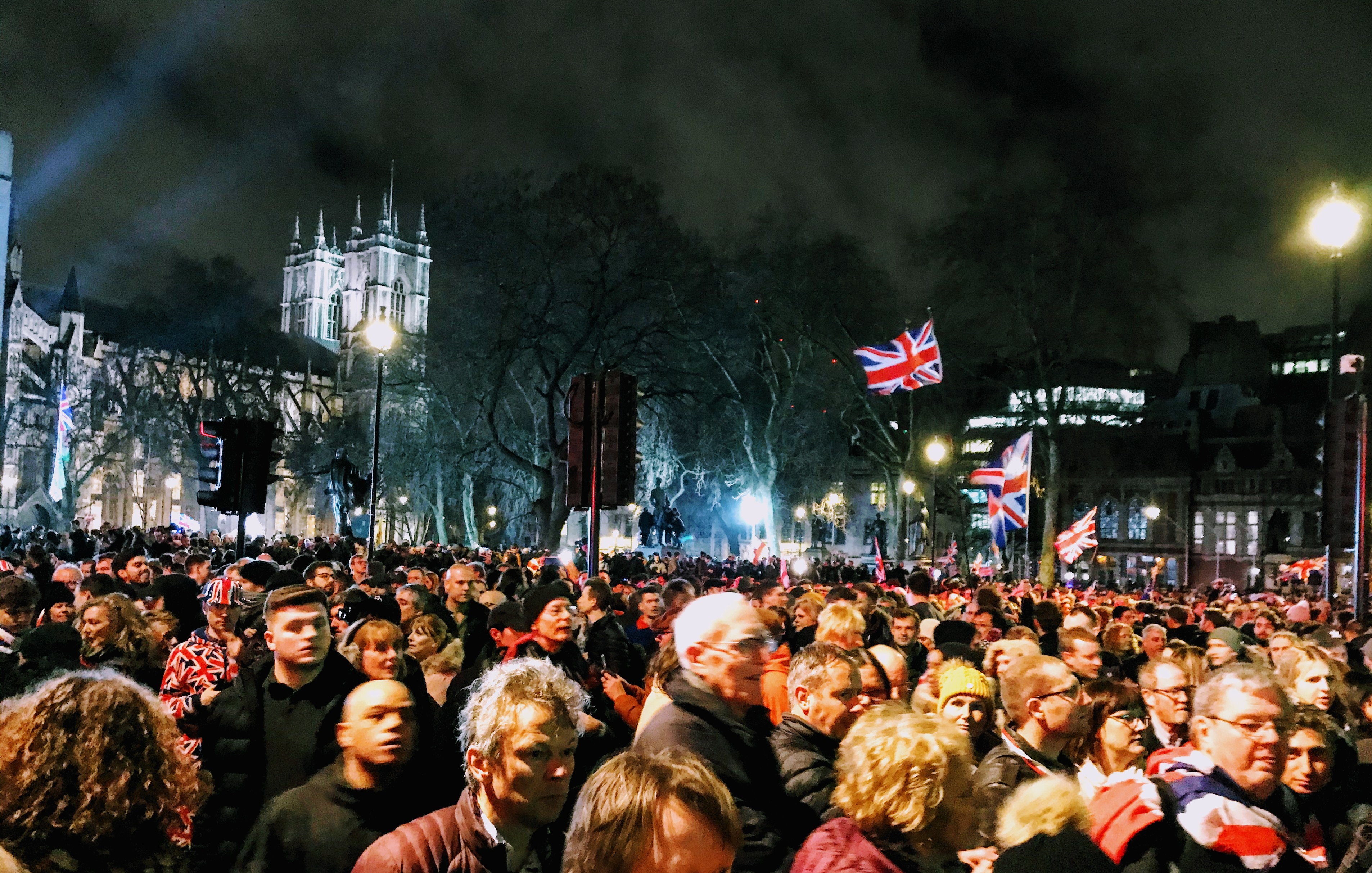
Толпа на Парламентской площади в Лондоне вечером 31 января 2020 года ожидает момент выхода Великобритании из ЕС

9 января 2020 года Палата общин приняла закон о выходе из Евросоюза в третьем чтении. Несмотря на то, что 21 января 2020 года Палата лордов добилась принятия нескольких поправок, а все три законодательных органа стран — членов Соединённого королевства полностью отклонили принятие данного законопроекта на своём уровне, законопроект всё же был принят парламентом в целом 22 января 2020 года. 23 января 2020 года Королева Великобритании Елизавета II подписала закон о «Брекзите», а 24 января соглашение об условиях выхода страны из Евросоюза подписал премьер-министр Великобритании Борис Джонсон. Также свои подписи под документом поставили глава Евросовета Шарль Мишель и председатель Еврокомиссии Урсула фон дер Ляйен.
В полночь с 31 января на 1 февраля по центральноевропейскому времени Великобритания вышла из Европейского союза. В Брюсселе у здания Европарламента спустили британский флаг, заменив его на флаг Евросоюза.

## Переговоры с Европейской комиссией

### Позиция Европы
По результатам саммита лидеров ЕС в Брюсселе 29 апреля 2017 года были одобрены положения переговорной стратегии ЕС, которые определили предполагаемые стадии переговоров и основные переговорные пункты, среди которых можно отметить: невозможность сепаратных переговоров с различными странами — членами ЕС и неделимость и взаимосвязанность условий сохранения доступа к единому европейскому экономическому пространству, первоочерёдность покрытия финансовых обязательств, возложенных на Великобританию в результате текущего членства в ЕС, перед началом последующих стадий переговоров, а также недопущение появления границы между Республикой Ирландией и Северной Ирландией, входящей в состав Великобритании, предусмотренного рамками Белфастского договора от 1998 года.
После очередного неудачного, четвёртого раунда переговоров с правительством Великобритании, Европейский парламент принял резолюцию, указывающую на отсутствие прогресса в переговорном процессе. В документе депутаты отметили, что «прогресс по приоритетам ЕС в четвёртом раунде переговоров (25-28 сентября) с Великобританией недостаточен». По мнению парламентариев, нет продвижения по трём ключевым позициям — «защите прав граждан Евросоюза и Великобритании, разъяснению финансовых обязательств Великобритании и по урегулированию вопроса о границе Ирландии и Северной Ирландии».
Еврокомиссия объявила о готовности к варианту Brexit без соглашения с Великобританией (так называемый вариант «жёсткого выхода») и приступила к реализации специального плана действий по этому сценарию, о завершении подготовки к которому было официально объявлено уже 25 марта 2019 года.

### Позиция Великобритании
Переговоры о выходе Великобритании из ЕС зашли в тупик из-за финансовых требований Европейского союза. Брюссель первоначально потребовал около 50—60 миллиардов евро от Великобритании для выполнения финансовых обязательств Лондона перед Европейским союзом. В мае власти ЕС под давлением Франции и Германии подняли необходимую сумму требований из-за Brexit до 91—113 миллиардов евро. Тереза Мэй заявила, что все 27 членов Европейского союза мешают Лондону выйти из ЕС. При этом министр по делам Brexit Д. Дэвис заявил, что Великобритания может выйти из переговоров относительно её выхода из Евросоюза по причине отказа Брюсселя обсуждать перспективное соглашение о свободной торговле до урегулирования Великобританией своих финансовых обязательств в соответствии с её членством в ЕС в размере около 100 миллиардов евро. Также, в ходе текущих переговоров, власти Великобритании предложили, чтобы около 3 миллионов европейцев, пробыв на территории королевства более пяти лет, могли получить статус поселенцев, однако после этого они должны будут относиться к юрисдикции британской системы правосудия. Статус поселенца при этом не даёт им права участия в местных выборах, на что неоднократно указывали члены Европейского парламента, недовольные британскими предложениями к ЕС.

### Двусторонние встречи
19 июня 2017 года в Брюсселе начались переговоры британского правительства в лице министра Д. Дэвиса с Европейским союзом в лице его представителя М. Барнье. Первый раунд переговоров был посвящён проблеме прав граждан ЕС, живущих в Великобритании, границе между Северной Ирландией и Ирландией, а также проблеме выплат Великобританией Евросоюзу по её бюджетным обязательствам за период членства в ЕС (вплоть до 2020 года). Первый раунд переговоров успешно завершился 8 декабря 2017 года в Брюсселе подписанием совместной декларации, после чего стороны решили перейти ко второй фазе переговоров, чтобы договориться о характере двухлетнего переходного периода, а также о будущих отношениях между Великобританией и ЕС. Однако, уже к концу октября 2018 года переговорный процесс зашёл в тупик из-за нежелания действующего правительства Великобритании идти на уступки по поводу сохранения Северной Ирландии в зоне Европейского таможенного союза. 14 ноября 2018 года сторонам удалось согласовать проект соглашения о выходе, в котором предусматривается сохранение статуса Великобритании в Европейском таможенном союзе (за исключением рыбопромышленной продукции), а территории Северной Ирландии — в Европейской экономической зоне (данное положение, содержащееся в отдельном от всего проекта соглашения протоколе, посвящённом Северной Ирландии, в основном, включает в себя рынок товаров, но при этом исключает свободу предоставления финансовых услуг на внутренний рынок ЕС).
На секретной встрече, прошедшей накануне саммита ЕС 17 октября 2019 года, сторонам всё же удалось достичь совершенно новой договорённости по статусу Северной Ирландии, в результате которой стороны согласились о том, что Великобритания выйдет из экономического и таможенного союза, а Северная Ирландия останется в составе таможенной территории Великобритании, но, при этом, в Северной Ирландии, которая частично остаётся в экономическом и таможенном пространстве ЕС, на срок, определяемый законодательными органами Северной Ирландии, продолжит действовать «ограниченный» набор правил единого рынка Евросоюза, включая сборы НДС, ветеринарный контроль, и правила поддержки государством частного бизнеса.

### Проект договора о торговле и сотрудничестве
В течение 2020 года Великобритания и ЕС вели постоянные переговоры о новых условиях торговли и сотрудничества, которые завершились 24 декабря 2020 года после достижения договорённости о проекте «Соглашения о торговле и сотрудничестве», который охватывает не все отрасли и сферы экономики Великобритании (за исключением сектора услуг и финансового сектора), а также требует последующей ратификации всеми сторонами, в то время как применение положений договора будет осуществляться на временной основе, вплоть до 28 февраля 2021 года. Некоторые профессиональные обозреватели отметили, что переговорная команда правительства Великобритании в целом провалила ход переговоров, уступив Европейскому союзу по целому ряду важных пунктов, при этом так и не добившись целей, обозначенных правительством во время референдума о выходе 2016 года.

## Итоги и последствия
Последствия выхода Великобритании из ЕС оцениваются по-разному. Так, эксперты Лондонской школы экономики считают, что из-за выхода Великобритании из Европейского союза продукты питания британцам обходятся дороже — без этого шага рост цен составил бы 17 % вместо 25 % (с 31 января 2020 года по март 2023 года счета домохозяйств за продукты питания увеличились в среднем на 250 фунтов стерлингов).
После выхода из Европейского союза Лондон не обязан соблюдать самое строгое в мире европейское законодательство о генной инженерии и в 2021 году разрешил коммерческое выращивание на территории Англии генетически отредактированных (не следует путать с генетически модифицированными) сельскохозяйственных культур.
С 2024 года ЕС ввёл 10-процентный тариф на электромобили, импортированные из Великобритании или построенные с использованием многих британских запчастей (например, аккумулятора).